# Гневово (Великопольське воєводство)
Гневово (пол. Gniewowo) — село в Польщі, у гміні Смігель Косцянського повіту Великопольського воєводства.
Населення — 41 особа (2011).
У 1975-1998 роках село належало до Лешненського воєводства.

## Демографія
Демографічна структура станом на 31 березня 2011 року:
|          | Загалом | Допрацездатний вік | Працездатний вік | Постпрацездатний вік |
| -------- | ------- | ------------------ | ---------------- | -------------------- |
| Чоловіки | 25      | 8                  | 14               | 3                    |
| Жінки    | 16      | 3                  | 7                | 6                    |
| Разом    | 41      | 11                 | 21               | 9                    |